# Ricardo Miró
Ricardo Miró (Panama, 5 novembre 1883 – Panama, 2 marzo 1940) è stato un poeta panamense.
Considerato il poeta nazionale di Panama, ha composto diversi versi aventi come tema la lontananza e la nostalgia per la sua terra natale  e l'amore.
Inizialmente si dedicò alla pittura compiendo un viaggio in Colombia, ma nel 1899 fu costretto a tornare a Panama a causa della Guerra dei Mille Giorni, che vide coinvolta anche la sua terra. Si recò in seguito in Spagna dove fu console  a Barcellona.
Nel 1909 pubblicò  Patria, tra le più note composizioni del suo repertorio lirico; altre opere note: En la alta noche (1910)
Segundos preludios (1916), La leyenda del Pacífico (1919), Flor de María (1922).
In suo onore è stato istituito il premio Ricardo Miró, importante riconoscimento letterario panamense.